# Tine De Donder
Tine De Donder (Asse, 23 december 1980) is een Vlaamse radiopresentatrice, podcastmaker, ceremoniespreker en voice-over.

## Loopbaan
Tine De Donder studeerde woordkunst-drama en muziek aan de academie August De Boeck in Affligem. Na haar studies werkte ze als lector Frans aan de Arteveldehogeschool. Daarna ging ze aan de slag in de media. Ze werkte eerst als showbizzreporter voor De Rode Loper en daarna ruim 10 jaar als nieuwslezer en eindredacteur bij Radio 2. Daarnaast is ze freelance spreker.
Ze presenteerde evenementen in onder andere het Concertgebouw Brugge, Flagey, deSingel en het Vlaams Parlement. Daarnaast maakt ze ook huwelijksceremonies en afscheidsvieringen op maat. Tijdens de coronacrisis begon ze podcasts te maken voor onder andere uitgeverij Lannoo en Klara. Sinds 2020 is ze de host en editor van de podcast van Mama Baas. In 2021 maakte ze samen met Karel Van Keymeulen de podcast All That Jazz.
Sinds 2018 is De Donder te horen op de klassieke radiozender Klara, waar ze wekelijks een aantal jazzprogramma's presenteert (Django, Take 6).